# Antiobrazac
Antiobrazac (eng. anti-pattern) je pojam iz programskog inženjerstva koji označava obrazac kojeg se obično primjenjuje, ali je vrlo neučinkovit i/ili je vrlo kontraproduktivan u praksi.
Izraz "anti-pattern" je izmislio Andrew Koenig 1995. godine,
nadahnuto Gang of Fourovom knjigom Design Patterns, koja je razvila koncept dizajna obrazaca u području softvera. Izraz se je široko popularizirao tri godine poslije knjigom AntiPatterns koja je proširila uporabu pojma izvan područja softverskog dizajna i u opću društvenu interakciju. Prema autorima potonje, potrebna su dva ključna elementa da bi se formalno moglo razlikovati antiobrazac od jednostavne loše navike, lošeg običaja ili loše zamisli:
- ponavljani obrazac akcije, procesa ili strukture koji u početku izgleda dobro i korisno, a na kraju zapravo čini više štete nego koristi
- refaktorirano rješenje postoji, jasno je dokumentirano u praksi i može se ponoviti

## Vanjske poveznice
- Anti-pattern at WikiWikiWeb
- Anti-patterns catalog
- AntiPatterns.com Web site for the AntiPatterns book
- Patterns of Toxic Behavior